# Una canzone per mio padre
Una canzone per mio padre (I Can Only Imagine) è un film del 2018 diretto dai fratelli Erwin.

## Trama
Bart Millard è un ragazzo di dieci anni che vive con la madre ed il padre Arthur che lo tratta in modo violento. Grazie a una ragazza di cui si innamora, Shannon, il ragazzo entra in contatto con la religione cristiana e inizia a comporre la propria musica. Crescendo il giovane mantiene un rapporto distante dal padre, scoprendo poi che ha un cancro in fase terminale e che, pentendosi del male che gli aveva arrecato, si era nel frattempo convertito al cristianesimo. Malgrado inizialmente Bart non creda al cambiamento avvenuto in suo padre, in seguito decide di perdonarlo; dopo la sua morte scrive inoltre una canzone per lui, dal titolo Posso solo immaginare (I Can Only Imagine), che si rivelerà di grande successo.

## Distribuzione
Negli Stati Uniti, il film è stato distribuito dalla Lionsgate e dalla Roadside Attractions a partire dal 16 marzo 2018; in Italia la pellicola è stata distribuita dalla Dominus Production, a partire dal 7 novembre 2019.

## Accoglienza
Una canzone per mio padre è stato un successo sia in termini di incassi che di critica; ha infatti ricavato al botteghino 85.6 milioni di dollari, a fronte di una spesa di soli 7 milioni. Numerosi spettatori intervistati da CinemaScore hanno assegnato alla pellicola il voto  A+, la più alta valutazione possibile.